# Mick McGowan
Mick McGowan (* 1. Februar 1973 in Duleek, County Meath) ist ein irischer Dartspieler. Sein Spitzname ist „The Magnet“.

## Werdegang
McGowan begann mit dem Dartspiel im Alter von 12 Jahren. 1989 war er irischer Jugendmeister und gehörte in der Folgezeit zu den besten 20 irischen Spielern.
Im Jahr 2003 spielte er bei der Kilkenny All-Ireland Open Singles Championship als dritter Ire in der Geschichte des Dartsports einen 9-Darter (177, 180, 144).
Im Jahr 2006 fiel er zum ersten Mal international auf, indem er die Ireland Open Classic gewann. Im selben Jahr stellte er bei einem Turnier in Schottland einen neuen Dart-Rekord auf, indem er im Finale, das er gegen Chris Mason mit 5:0 gewann, einen Schnitt pro Aufnahme von 129,7 erzielte, sowie zwei 11- und drei 12-Darter spielte.
Bei der Weltmeisterschaft verlor er gegen den späteren Finalisten Phil Taylor mit 4:1 Sets, wobei Taylor sagte, es sei eines seiner schwersten Spiele gewesen; zu Recht, da McGowan ihn einen Monat zuvor besiegt hatte.

## Weltmeisterschaftsresultate
- 2016: 1. Runde (0:3-Niederlage gegen  Mark Webster)
- 2017: 1. Runde (2:3-Niederlage gegen  Jamie Lewis)

## Privates
McGowan lebt mit Ehefrau und Kind in Balbriggan, Fingal.